# Río Belén
El Río Belén es un río de Panamá.

## Descubrimiento
Fue descubierto por Cristóbal Colón durante su cuarto —y último— viaje al Nuevo Mundo, luego de una búsqueda de dos años de un pasaje hacia el Océano Pacífico y el Lejano Oriente . En enero de 1503 estableció una guarnición tras haber sido informado de la existencia de minas de oro río arriba en la selva. Según el relato de Colón, el cacique Quibián, que dirigía al pueblo guaymí, se dio cuenta de que los europeos no se iban, por lo que el 6 de abril de 1503 los guaymíes atacaron la guarnición luego, Colón y sus hombres abandonaron rápidamente. Diez días después, Colón partió hacia España y nunca más regresó a las Américas.